# Kaptury (powiat makowski)
Kaptury (do 1996 Rostki-Kaptury) – wieś sołecka w Polsce położona w województwie mazowieckim, w powiecie makowskim, w gminie Szelków. 
Według administracji kościelnej miejscowość przynależy do rzymskokatolickiej parafii św. Szymona i Judy Tadeusza Apostołów w Szelkowie.
W latach 1975–1998 miejscowość należała administracyjnie do województwa ostrołęckiego.